# Omer Huyse
Omer Huyse (Courtrai, 22 agosto 1898 – Courtrai, 2 marzo 1985) è stato un ciclista su strada belga.
Professionista dal 1923 al 1930, conta la vittoria di una tappa al Tour de France.

## Carriera
Ottenne due vittorie in otto anni di professionismo: il Giro del Belgio indipendenti nel 1923 e una tappa al Tour de France 1924. Partecipò a quattro edizioni del Tour de France, con due piazzamenti nei primi dieci.

## Palmarès
- 1923 (Indipendente, 1 vittoria)

Classifica generale Giro del Belgio, categoria indipendenti
- 1924 (O. Lapize, 1 vittoria)

5ª tappa Tour de France (Les Sables-d'Olonne > Bayonne)

### Altri successi
- 1923

Criterium di Amsterdam

## Piazzamenti

### Grandi Giri
- Tour de France

1924: 9º
1925: 7º
1926: 13º
1930: ritirato (2ª tappa)